# Kowary
Kowary (in tedesco Schmiedeberg im Riesengebirge) è una città polacca del distretto di Jelenia Góra nel voivodato della Bassa Slesia.
Ricopre una superficie di 37,39 km² e nel 2007 contava 11 794 abitanti.